# Campeonato de España de Atletismo 2022
El CII Campeonato de España de Atletismo, se disputó los días 24, 25 y 27 de junio de 2022 en el Estadio Enrique López Cuenca de Nerja (Málaga).
Junto a las pruebas habituales del programa, se celebrarón los campeonatos de España de relevos por clubes (4×100 y 4×400)  y de pruebas combinadas      (decatlón y heptatlón).

## Resultados

### Hombres
| Prueba                           | | | |
| -------------------------------- | --- | --- | --- |
| 100 m (viento:+1,0 m/s)          | Sergio López Sociedad Atlética Alcantarilla 10.30                                                                     | Bernat Canet Cornellà At. 10.34                                                                                        | Pablo Montalvo F.C Barcelona 10.35                                                                                        |
| 200 m (viento:-1,1 m/s)          | Pol Retamal F.C. Barcelona 20.28                                                                                      | Jesús Gómez Trops-Cueva de Nerja 20.66                                                                                 | Daniel Rodríguez Playas de Castellón 20.72                                                                                |
| 400 m                            | Óscar Husillos C.A. Adidas 45.45                                                                                      | Ikaki Cañal S.G. Pontevedra 46.04                                                                                      | Samuel García TenerifeCajaCanarias 46.35                                                                                  |
| 800 m                            | Álvaro de Arriba CD Nike Running 1:45.82                                                                              | Adrián Ben C.A. Adidas 1:46.01                                                                                         | Mariano García New Balance Team 1:46.04                                                                                   |
| 1500 m                           | Mario García Independiente 3:35.52                                                                                    | Mohamed Katir Asics Running 3:35.85                                                                                    | Ignacio Fontes CD Nike Running 3:35.94                                                                                    |
| 5000 m                           | Mohamed Katir Asics Running 13:43.61                                                                                  | Adel Mechaal New Balance Team 13:44.10                                                                                 | Abdessamad Oukhelfen CD Nike Running 13:47.21                                                                             |
| 110 m vallas (viento:+ 2,2 m/s ) | Asier Martínez CD Nike Running 13.15                                                                                  | Enrique Llopis CA Gandia-Alpesa 13.34                                                                                  | Daniel Cisneros Atletismo Numantino 13.62                                                                                 |
| 400 m vallas                     | Aleix Porras F.C Barcelona 49.68                                                                                      | Jesús David González TenerifeCajaCanarias 50.35                                                                        | Iker Alfonso Grupompleo Pamplona At 50.56                                                                                 |
| 3000 m obstáculos                | Sebastián Martos F.C Barcelona 8:23.19                                                                                | Daniel Arce New Balance Team 8:23.30                                                                                   | Victor Ruiz Playas de Castellón 8:27.23                                                                                   |
| 10 000 m marcha                  | Manuel Bermúdez UCAM-Athleo Cieza 39:43.56                                                                            | Álvaro López Grupompleo Pamplona At 40:06.09                                                                           | Marc Tur Peña Santa Eulalia 40:19.07                                                                                      |
| Salto de altura                  | Carlos Rojas Unicaja Jaen Paraiso Interior 2,21 2,00o/2,08o/2,015o/ 2,21o/2,25xx-/2,27x                               | Alexis Sastre Playas de Castellón 2,15 2,04o/2,08o/2,12xo/ 2,15o/2,18xxx                                               | Saúl Villalba Alcampo Scorpio-71 2,08 1,95o/2,00o/2,04xo/ 2,08o/2,12xR                                                    |
| Salto con pértiga                | Didac Salas F.C. Barcelona 5,55 5,25o/5,45o/5,55xo/ 5,65xxx                                                           | Alex Gracia F.C. Barcelona 5,50 5,00o/5,15xo/5,25o/ 5,35o/5,45xxo/5,50o/ 5,55xx-/5,60x                                 | Isidro Leyva Trops-Cueva de Nerja 5,35 5,00o/5,25o/5,35o/ 5,45x-/5,50x-/5,55x                                             |
| Salto de longitud                | Eusebio Cáceres Independiente 8,10 8,07(+0,7)/7,85(+1,0)/x/ 7,87(+1,0)/8,10(+0,2)/x                                   | Héctor Santos F.C. Barcelona 8,06 7,98(+1,5)/x/x/ 8,06(+0,6)/x/7,73(+1,0)                                              | Iker Arotzena Super Amara BAT 7,70 7,50(+0,4)/7,70(+0,7)/7,39(+0,6) /7,61(+0,3)/7,63(0,0)/5,78(+0,5)                      |
| Triple salto                     | Jordan Alejandro Díaz F.C. Barcelona 17,93 17,87(+1.2)/17,93(+2.5)/17,80(+1.7)/ 17,66(+0.1)/-/17,57(+0.2)             | Pablo Torrijos Playas de Castellón 16,72 15,58(+0.1)/x/16,72(+1.7)/ x/16,57(-0.5)/x                                    | Marcos Ruiz Playas de Castellón 16,36 x/16,36(+1.0)/x/ x/x/x                                                              |
| Lanzamiento de peso              | Carlos Tobalina F.C. Barcelona 20,00 19,52/x/19,32/ x/20,00/19,62                                                     | José Á. Pinedo CA Fent Cami Mislata 18,35 17,78/x/18,35/ 18,27/18,02/18,21                                             | Daniel Pardo Real Sociedad 17,45 16,85/17,45/17,34/ x/17,37/16,80                                                         |
| Lanzamiento de disco             | Lois Maikel Martinez Playas de Castellón 58,94 58,69/57,76/x/ 58,94/x/x                                               | Diego Casas Playas de Castellón 57,02 56,08/57,02/54,31/ x/x/x                                                         | Luis Manuel Ramirez Atletismo Numantino 56,10 x/55,61/x/ 52,68/x/56,10                                                    |
| Lanzamiento de martillo          | Javier Cienfuegos Playas de Castellón 73,99 71,67/71,00/73,12/ 73,99/x/73,13                                          | Kevin Arreaga Playas de Castellón 69,02 62,58/66,27/68,19/ 69,02/x/x                                                   | Alberto Gonzalez Unicaja Jaen Paraiso Interior 68,86 66,96/67,68/68,17/ x/68,86/68,70                                     |
| Lanzamiento de jabalina          | Manu Quijera Grupompleo Pamplona At 79,72 74,27/76,32/78,61/ 77,74/79,72/78,15                                        | Nicolás Quijera Grupompleo Pamplona At 76,92 71,56/71,23/74,73/ 71,82/x/76,92                                          | Rodrigo Iglesias Playas de Castellón 69,64 64,80/65,31/x/ x/69,64/x                                                       |
| Decatlón                         | David Abrines Atletismo Albacete 7.355 11.15(+0.4)/7,09(+0.5)/13,29/2,00/49.97// 14.60(+0.8)/37,98/3,70/59.22/4:52.24 | Mario Arancón Atletismo Numantino 7.317 11.31(+0.7)/6.88(+0.9)/14.19/1.85/52.07// 14.88(+0.8)/42.46/4,40/51.86/4:39.81 | Óscar Andrés Bou Playas de Castellón 7.288 10.79(+0.4)/7.01(+0.5)/11.95/1.82/48.68// 15.17(+0.5)/34.13/4.40/51.09/4:32.29 |
| Relevos 4 × 100 m                | Trops-Cueva de Nerja José María Marvizón José Miguel Millán Daniel Cortes Jesús Gómez 39.88                           | CA Fent Cami Mislata Pablo Puchol Alex Kingue José Daniel Lusilla Ricardo Sánchez 40.43                                | Real Sociedad Ibai Fernandez Andoni Calbano Joseba Larrauri Xavier Picabea 40.44                                          |
| Relevos 4 × 400 m                | F.C. Barcelona Manuel Guijarro Pablo Sánchez-Valladares Lucas Bua Pau Fradera 3:07.19                                 | L'Hospitalet At. Daniel Ponce Joan Moreno Ignacio Flaquer Javier Lorente 3:10.05                                       | Grupompleo Pamplona At Óscar Urdanoz Iker Alfonso Kimetz Zabala Jacobo Soler 3:10.64                                      |

 = Récord nacional
 = Récord de los campeonatos
 = Mejor marca personal
 = Mejor marca de la temporada

### Mujeres
| Prueba                           | | | |
| -------------------------------- | --- | --- | --- |
| 100 m (viento: +1,5 m/s)         | Jaël Bestué F.C. Barcelona 11"26                                                                             | Sonia Molina Prados Alcampo Scorpio-71 11"31                                                         | Carmen Marco Valencia Club Atletismo 11"45                                                              |
| 200 m (viento:+2.5 m/s)          | Paula Sevilla Playas de Castellón 22.73                                                                      | Lucía Carrilo Playas de Castellón 23.10                                                              | Aitana Rodrigo At. San Sebastián 23.12                                                                  |
| 400 m                            | Eva Santidrián F.C. Barcelona 52.39                                                                          | Berta Segura Aldahra Lleida UA 52.66 SUB-20                                                          | Laura Hernandez F.C. Barcelona 52.67                                                                    |
| 800 m                            | Lucía Pinacchio F.C. Barcelona 2:03.85                                                                       | Marina Martínez New Balance Team 2:04.08                                                             | Yurena Hueso Piélagos 2:04.21                                                                           |
| 1500 m                           | Marta Pérez C.A. Adidas 4:19.11                                                                              | Agueda Márques C.A. Adidas 4:19.32                                                                   | Rosalía Tárraga Valencia Club Atletismo 4:23.33                                                         |
| 5000 m                           | Marta García Bilbao Atletismo 16:10.88                                                                       | Beatriz Álvarez Valencia Club Atletismo 16:12.22                                                     | Isabel Barreiro Valencia Club Atletismo 16:13.60                                                        |
| 100 m vallas (viento: +3,4 m/s ) | Xènia Benach Valencia Club Atletismo 12.94                                                                   | Aitana Radsma Playas de Castellón 13.29                                                              | Paula Blanquer Valencia Club Atletismo 13.32                                                            |
| 400 m vallas                     | Sara Gallego CD Nike Running 54.34                                                                           | Carla García Playas de Castellón 56.54                                                               | Geena Stephens F.C. Barcelona 57.89                                                                     |
| 3000 m obstáculos                | Carolina Robles F.C. Barcelona 9:32.24                                                                       | Irene Sánchez-Escribano C.A. Adidas 9:32.40                                                          | Marta Serrano Valencia Club Atletismo 9:48.64 SUB-23, SUB-20                                            |
| 10 000 m marcha                  | Laura García-Caro Atmo. Ciudad de Lepe 43:16.76                                                              | Ráquel Gonzalez F.C Barcelona 45:03.76                                                               | Lidia Sánchez-Puebla Playas de Castellón 45:13.17                                                       |
| Salto de altura                  | Una Stancev Trops-Cueva de Nerja 1,85 1,69o/1,76o/1,79o/ 1,81o/1,83o/1,85o 1,87xxx                           | Nora Tobar At. San Sebastián 1,83 1,60o/1,65o/1,69o/ 1,73o/1,76o/1,79o 1,81o/1,83xo/1,85xxx          | Izaskun Turrillas Grupompleo Pamplona At 1,81 1,65o/1,69o/1,73o/ 1,76o/1,79o/1,81xo/ 1,83xx-/1,85x      |
| Salto con pértiga                | Maialen Axpe At. San Sebastián 4.45 (iguala el ) 4,00o/4,15o/4,25o 4,30o/4,35o/4,40x- 4,45o/4,50xxx          | Malen Ruiz de Azua Valencia Club Atletismo 4.40 4,10o/4,20o/4,30o/ 4,35x-/4,40o/4,45x- 4,50xx        | Andrea San José F.C Barcelona 4.20 4,00o/4,15o/4,20o 4,30x-/4,35x-/4,40x                                |
| Salto de longitud                | Irati Mitxelena At. San Sebastián 6,34 6,34(+0.2)/x/6,19(-1.9)/ 6,12(+3.2)/x/6,18(+1.7)                      | Evelyn Yankey Valencia Club Atletismo 6,23 5,98(+1.2)/6,02(-1.1)/5,98(-0.0)/ x/6,23(+2.7)/6,22(+3.5) | Tessy Ebosele Playas de Castellón 6,21 5,91(-0.5)/6,21(+0.2)/x/ x/6,21(+2.6)/6,13(+2.3)                 |
| Triple salto                     | María Vicente CD Nike Running 13,86 11,47(+1.2)/13,66(+1.4)/12,90(+1.8)/ 13,86(+1.5)/13,52(+1.1)/11,85(+1.1) | Patricia Sarrapio Playas de Castellón 13,70 x/13,54(1.4)/13,14(0.0)/ 13,70(3.2)/x/12,53(+0.7)        | Osasere Eghosa Piélagos 13,51 13,26(+0.1)/13,30(+1.4)/13,30(+1.1)/ 13,51(+1.5)/13,40(+0.3)/13,24 (+1.1) |
| Lanzamiento de peso              | María Belén Toimil Playas de Castellón 17,80 16,98/x/17,80/ 7,42/17,43/1/x                                   | Monica Borraz F.C Barcelona 15,98 /x/15,71/ 15,54/15,54/x                                            | Ane Torres Txindoki A.T. 14.05 12,56/13,15/12,85/ 13,14/14,05/13,03                                     |
| Lanzamiento de disco             | June Kintana Grupompleo Pamplona At 54,98 52,03/x/53,48/ x/54,65/54,98                                       | Natalia Sainz Valencia Club Atletismo 52,66 46,04/x/47,59/ x/52,66/51,23                             | Paula Ferrandiz Playas de Castellón 50,61 /x/x/ x/x/x                                                   |
| Lanzamiento de martillo          | Laura Redondo F.C Barcelona 69,38 /x/68,22/ x/68,30/x                                                        | Osarumen Odeh Playas de Castellón 63,86 62,65/60,54/63,86/ 63,17/62,13/54,98                         | Natalia Sánchez Alcampo Scorpio-71 62,69 /58,94/x/ 62,26/57,99/58,65                                    |
| Lanzamiento de jabalina          | Arantza Moreno F.C Barcelona 55,70 x/x/48,94/ x/55,70/53,95                                                  | Lidia Parada Atletica Barbanza 53,29 53,08/51,07/x/ 53,29/x/51,88                                    | Enya Carretero Alcampo Scorpio-71 50,95 50,85/50,16/48,96/ 50,95/50,87/50,29                            |
| Heptatlón                        | Claudia Conte Playas de Castellón 6.177 13.71(+0.5)/1.80/12.80/24.89(+1.5)// 6.12(+1.5)/45.51/2:13.89        | Andrea Medina Alcampo Scorpio-71 5.725 14.23(+0.5)/1.77/12.80/25.12(+0.9)// 5.75(+0.9)/39.85/2:21.01 | Sophia I. Molina F.C Barcelona 5.369 14.16(+0.5)/1.80/10.32/25.34(+1.5)// 5.65(+1.8)/32.59/2:24.81      |
| Relevos 4 × 100 m                | Playas de Castellón Ona Rossell Lucía Carrilo Paula Sevilla Bianca Acosta 44.04                              | F.C. Barcelona Elba Parmo Jaël Bestué Anna Monso Alba Borrero 44.81                                  | Grupompleo Pamplona At Ireneia Garralda Nerea Bermejo Laila Lacuey Iratxe Sarasola 45.81                |
| Relevos 4 × 400 m                | F.C. Barcelona Eva Santidrián Lucía Pinacchio Geena Stephens Laura Hernández 3:39.39                         | Univ Leon Sprint At Nora Suarez Alicia Recio Clara Llamazares Ángela García 3:38.45                  | Playas de Castellón Bárbara Camblor Andréa Jimenez Herminia Parra Ana Garitaonandia 3:39.50             |

 = Récord nacional
 = Récord de los campeonatos
 = Mejor marca personal
 = Mejor marca de la temporada

## Récords batidos
| Tipo                        | Sexo    | Prueba            | Marca   | Atleta                                                         | Club                    |
| --------------------------- | ------- | ----------------- | ------- | -------------------------------------------------------------- | ----------------------- |
| Récord de España            | Mujeres | 400m vallas       | 54.34   | Sara Gallego                                                   | CD Nike Running         |
| Récord de España            | Hombres | Triple salto      | 17.87   | Jordan Alejandro Díaz                                          | F.C. Barcelona          |
| Récord de los Campeonatos   | Mujeres | 100m (SF)         | 11.07   | María Isabel Pérez                                             | Valencia Club Atletismo |
| Récord de los Campeonatos   | Mujeres | Heptatlón         | 6.177   | Claudia Conte                                                  | Playas de Castellón     |
| Récord de los Campeonatos   | Mujeres | 3000 m obstáculos | 9:32.24 | Carolina Robles                                                | F.C. Barcelona          |
| Récord de los Campeonatos   | Hombres | 800m              | 1:45.82 | Álvaro de Arriba                                               | CD Nike Running         |
| Récord de los Campeonatos   | Hombres | Relevos 4 × 400 m | 3:07.79 | Manuel Guijarro Pablo Sánchez-Valladares Lucas Bua Pau Fradera | F.C. Barcelona          |
| Mejor marca española sub-23 | Mujeres | 3000 m obstáculos | 9:48.64 | Marta Serrano                                                  | Valencia Club Atletismo |
| Mejor marca española sub-23 | Mujeres | 100m (SF)         | 11.19   | Jael Bestue                                                    | F.C Barcelona           |
| Mejor marca española sub-23 | Mujeres | 400m vallas       | 54.34   | Sara Gallego                                                   | CD Nike Running         |
| Mejor marca española sub-23 | Hombres | Triple salto      | 17.87   | Jordan Alejandro Díaz                                          | F.C. Barcelona          |
| Récord de España sub-20     | Mujeres | 400 m             | 52.66   | Berta Segura                                                   | Aldahra Lleida UA       |
| Récord de España sub-20     | Mujeres | 3000 m obstáculos | 9:48.64 | Marta Serrano                                                  | Valencia Club Atletismo |

## Medallero

#### Comunidades Autónomas[3]
| Comunidad Autónoma   |   |   |   | TOTAL |
| -------------------- | - | - | - | ----- |
| Cataluña             | 7 | 7 | 4 | 18    |
| Castilla y León      | 7 | 6 | 2 | 15    |
| País Vasco           | 5 | 2 | 4 | 11    |
| Andalucía            | 4 | 2 | 5 | 11    |
| Comunidad Valenciana | 3 | 5 | 6 | 14    |
| Navarra              | 3 | 1 | 2 | 6     |
| Región de Murcia     | 3 | 1 | 1 | 5     |
| Castilla-La Mancha   | 2 | 2 | 1 | 5     |
| Islas Baleares       | 2 | 1 | 1 | 4     |
| Galicia              | 1 | 2 | 0 | 3     |
| Extremadura          | 1 | 0 | 0 | 1     |
| Comunidad de Madrid  | 0 | 5 | 8 | 13    |
| Asturias             | 0 | 2 | 1 | 3     |
| Canarias             | 0 | 1 | 1 | 2     |
| Aragón               | 0 | 1 | 0 | 1     |
| Cantabria            | 0 | 0 | 1 | 1     |
| La Rioja             | 0 | 0 | 1 | 1     |

#### Clubes
| Clubes                         |    |   |   | TOTAL |
| ------------------------------ | -- | - | - | ----- |
| F.C Barcelona                  | 14 | 6 | 5 | 25    |
| Playas de Castellón            | 6  | 9 | 6 | 21    |
| CD Nike Running                | 4  | 0 | 2 | 6     |
| C.A. Adidas                    | 2  | 3 | 0 | 5     |
| Grupompleo Pamplona At         | 2  | 2 | 4 | 8     |
| Trops-Cueva de Nerja           | 2  | 1 | 1 | 4     |
| At. San Sebastián              | 2  | 1 | 1 | 4     |
| Valencia Club Atletismo        | 1  | 4 | 5 | 10    |
| Asics Running                  | 1  | 1 | 0 | 2     |
| Unicaja Jaén Paraíso Interior  | 1  | 0 | 1 | 2     |
| UCAM-Athleo Cieza              | 1  | 0 | 0 | 1     |
| Atmo. Ciudad de Lepe           | 1  | 0 | 0 | 1     |
| Atletismo Albacete             | 1  | 0 | 0 | 1     |
| Sociedad Atlética Alcantarilla | 1  | 0 | 0 | 1     |
| Bilbao Atletismo               | 1  | 0 | 0 | 1     |
| New Balance Team               | 0  | 3 | 1 | 4     |
| Alcampo Scorpio-71             | 0  | 2 | 3 | 5     |
| CA Fent Cami Mislata           | 0  | 2 | 0 | 2     |
| Atletismo Numantino            | 0  | 1 | 2 | 3     |
| TenerifeCajaCanarias           | 0  | 1 | 1 | 2     |
| Cornellà At.                   | 0  | 1 | 0 | 1     |
| S.G. Pontevedra                | 0  | 1 | 0 | 1     |
| Aldahra Lleida UA              | 0  | 1 | 0 | 1     |
| CA Gandia-Alpesa               | 0  | 1 | 0 | 1     |
| Atlética Barbanza              | 0  | 1 | 0 | 1     |
| L'Hospitalet At.               | 0  | 1 | 0 | 1     |
| Univ León Sprint At            | 0  | 1 | 0 | 1     |
| Piélagos                       | 0  | 0 | 2 | 2     |
| Real Sociedad                  | 0  | 0 | 2 | 2     |
| Txindoki A.T.                  | 0  | 0 | 1 | 1     |
| Peña Santa Eulalia             | 0  | 0 | 1 | 1     |
| Super Amara BAT                | 0  | 0 | 1 | 1     |